# کومارچ
کومارچ (انگلیسی: Comarch) شرکت نرم‌افزار لهستانی است، که در سال ۱۹۹۳ تأسیس شد.